# Technisierung
Technisierung (englisch technicization) beschreibt den Einsatz von technischen Hilfsmitteln in Prozessen, die bisher der geistigen oder handwerklichen Tätigkeit des Menschen vorbehalten waren. Sie lässt sich als Oberbegriff für Automatisierung, Mechanisierung und Maschinisierung fassen. Die Deutung des Technisierungsbegriffs änderte sich im Verlauf der Geschichte und schwankte zwischen der Hoffnung auf Fortschritt und Entlastung, und der Befürchtung der Instrumentalisierung und des Autonomieverlusts des Menschen. Aus heutiger Sicht gelten Handlungen, natürliche Prozessabläufe oder Zeichenprozesse dann als technisiert, wenn sie nach einem festen Schema eine erwartete Wirkung wiederholbar und zuverlässig erzielen.
Technisierung wird auch als Bedingung kultureller Entwicklung verstanden, da Regelhaftigkeit und Verlässlichkeit über die Zeit hinweg kollektive Strukturen und Identitäten stabilisieren und ausbilden. Technische Regeln entlasten davon, in jeder Situation ständig von neuem über Handlungsmöglichkeiten, -notwendigkeiten und -rationalität nachdenken zu müssen. Für nicht wiederholbare Handlungen, z. B. für politische oder wirtschaftliche Maßnahmen, ist die Formulierung technischer Regeln in strengem Sinne nicht möglich.

## Definition
Der Begriff Technisierung ist industriesoziologisch nicht eindeutig definiert und wurde im Laufe der Zeit unterschiedlich gedeutet. Wenn Technik nicht substanziell, sondern relational als sozialer Prozess bestimmt wird, ist unter Technisierung eine besondere Form zweckgerichteter Schematisierung und eine geregelte Kopplung von Elementen zu verstehen. Die gekoppelten Elemente befinden sich in einem künstlichen, abgeschlossenen System, und sind in einem Medium von Handlungen, Symbolen oder Sachen fixiert, weswegen mit einer angestrebten Wirkung fest gerechnet werden kann.
Diese Technisierungsformen können in verschiedenen Trägermedien verkörpert, versachlicht oder eingeschrieben sein:
- Bei der Handlungstechnik unterliegen körperliche Bewegungen einem Technisierungsschema: man spricht von Habitualisierung, wenn Handlungen unbewusst quasi-automatisch ablaufen. Wenn Arbeits- wie z. B. Tanzbewegungen in einfache Elemente zerlegt, von Überflüssigem befreit, auf Teilaspekte spezialisiert und kunstvoll kombiniert werden. Beispiel: während Sezieren eine Technik ist, ist Herumschnipseln keine.
- Ein Technisierungsprozess wird als Mechanisierung bezeichnet, wenn er sich auf die Konstruktion und Kombination von physischen Dingen zu Maschinen und komplexen Anlagen bezieht: z. B. die Materialbearbeitung des Drehens, Fräsens und Bohrens wird durch Spezialisierung vereinfacht und auf die Mechanik von Werkzeugmaschinen übertragen.
- Handelt es sich um Techniken der Zeichenverarbeitung, nennt man diesen Prozess Algorithmisierung, was die Zerlegung von Anweisungen in einfachste und eindeutige Befehle bedeutet, die zu Programmen für eine sequentielle Abarbeitung der Aufgabe zusammengefasst werden, beginnend bei der einfachen schriftlichen Rechentechnik (Addieren im Zehnersystem durch Untereinanderschreiben in Spalten) bis zur komplizierten Computerprogramme der Künstlichen Intelligenz-Technologie.[5]

Beispiele für Technisierungen sind:
- Arbeitstechniken, Überredungstechniken oder die Autofahrtechnik sind Technisierungen im Medium von Handlungen.
- Rechenkalküle, Rezepte oder Computerprogramme sind Technisierungen im Medium der Symbole.
- Maschinen, Produktionsanlagen oder elektrische Übermittlungsnetze sind Technisierungen im physikalischen Medium.
- Habitualisierung, Mechanisierung oder Algorithmisierung sind hingegen Technisierungen in unterschiedlichen Medien.[4]

## Begriffsgeschichte
In der Antike und teils im frühen Mittelalter wurde Technik als Überlistung der Natur durch menschliches Handeln angesehen. Im Mittelalter ist das Technikverständnis dann instrumentell geprägt, Technik wird zunehmend als zweckmäßiges Optimieren natürlicher Gegebenheiten durch den handelnde Menschen gewertet. Diese Umdeutung des Technikverständnisses, geht einher mit mehreren Veränderungen im Bereich der technischen Artefakte im Mittelalter bis zur Renaissance: Der Übergang von der Sklaverei zum Lehnswesen führt dazu, dass die handwerkliche Arbeit aufgewertet wird und es in erster Linie zu neuen Handwerkstechniken kommt. So ist der Buchdruck mit beweglichen Lettern letztlich eine Kombination unterschiedlicher Handwerkstechniken. Die Technik dieser Zeit ist von Kraftmaschinen, von der Wasserkraft, sowie von der menschlichen und tierischen Antriebskraft geprägt, das Augenmerk richtete sich auf die Kräfte der Natur und auf die Entkopplung von Kraftgewinnung und -nutzung. Die Vorstellung, dass menschliche Zwecksetzung einem göttlichen Vorbild folgt, wird sich bis in die frühe Neuzeit halten. Bemühungen um neue Krafttechnologien kreisen im frühen Mittelalters noch um die von Gott gesetzten Kräfte der Natur (also Wind-, Wasser- und Muskelkraft), dann beginnen die Techniker des späten 17. Jahrhunderts sich mit dem aus der Waffentechnik bekannten Schießpulver, dem durch Explosion erzeugten Unterdruck und der Kraft des Wasserdampfes zu befassen.
Aus Sicht der Anthropologie ist der Mensch seiner Natur nach ein Techniker. Technisierung wird immer wieder als eine Erfahrung von Entfremdung empfunden. Andere Ansätze zeigen, dass das Technische zur menschlichen Selbstentfaltung gehört und daher nicht im Gegensatz zur „Natur“ des Menschen steht. Für Hegel und Cassirer ist die „ursprüngliche Natur“ des Menschen erst in seinen technischen Werken erschließbar. Dies widerspricht dem „uomo pre-tecnologico“ bei Galimberti und dem „homme naturel“ bei Rousseau, da das menschliche Dasein schon immer durch einen technischen Selbst- und Weltbezug charakterisiert wurde.
Marx sah ab einer gewissen Entwicklungsstufe der Technik die Arbeitsteilung durch die Maschinen als „technische Notwendigkeit“. Wie es schon Hegel formuliert hatte, wies auch Marx darauf hin, dass in der durch die Maschinen veränderten Arbeitswelt, eine „Ausbeutung“ der menschlichen Arbeitskraft möglich sei.
Diesen Blickwinkel gab es in der Antike und auch bei Kant noch nicht. Kant begriff Technik einerseits als künstlerisches Vermögen, allerdings hat er, anders als in der Antike, damit den Strukturzusammenhang beschrieben, der technisches und moralisches Handeln verglich, seine Interpretation als Zweck-Mittel-Verhältnis blieb leitend für die Beschreibung der Technik. Zum anderen war Technik für Kant eine Art Produktivität, die auch im Ansehen der Natur zu erkennen war. Er unterschied technisches Handeln vom „bloß“ Mechanischen, es erfasste ein großes Maß an Selbstentfaltung.
Tendenzen zu einem zeitgemäßen Begriff Technisierung formen ab 1930 Philosophen wie Ernst Cassirer, Edmund Husserl, Hans Blumenberg, welche die Technik nicht mehr als eine stoffliche Substanz mit bestimmten Eigenschaften, sondern als eine besondere Form der Wirklichkeit und als einen Prozess bzw. eine Vorgehensweise betrachten: nicht das verfertigte Werk (opus operatum), sondern die Verfertigungsweise selbst (opus operandi) trat in den Vordergrund.
Ernst Cassirer lenkte 1930 das Augenmerk von der „Struktur des Gewordenen“ (die „forma formata“ des technischen Ensembles) auf den „Prozess des Werdens“ (die „forma formans“ der Technik). Er sah eine Ähnlichkeit zwischen den sprachlichen und technischen Funktionen: Wort und Werkzeug dienten gleichermaßen dazu, die Wirklichkeit durch bildendes Gestalten in Besitz zu nehmen. Die Sprache konstruiert den kommunikativen Weg mit Mitteln des sprachlich-theoretischen Denkens, die Technik die materielle Wirklichkeit durch das „Medium des Wirkens“. Für Cassirer waren in magischen Techniken beide Formen sinngebender Praxis noch miteinander verbunden, erst der Gedanke der ursächlichen Beziehungen und der notwendigen Kopplung trennt die moderne Technik von der „magischen Technik“ und vom künstlerischen Werk. Die moderne Auffassung der Technik konnte sich erst ab diesem Zeitpunkt der Trennung durchsetzen, indem sie den Prozess der Technikherstellung als instrumentelle Abstraktion von anderen Bedeutungen und Konnotationen sieht und damit eine Objektivierung der Welt betreibt.
Edmund Husserl zeigte 1936 eine kritische Haltung gegenüber der modernen Wissenschaft und Technik. Die moderne Mathematik und der technische Gebrauch von Formeln in den Naturwissenschaften lässt ihn schlussfolgern, dass der Prozess, den er als „Technisierung“ bezeichnet, die zentrale Ursache für die Krise der Moderne ist, sie steigere die Wirksamkeit zum Preis der „Sinnentleerung“ (Einschränkung der Erfahrung durch das Absehen von anderen Bedeutungen, die Vereinfachung durch Formbildung und Methodisierung, das reine Operieren mit Formeln). Hans Blumenberg zeigte 1963 die unvermeidliche Ambivalenz der Technisierung auf, die keine Erschaffung neuer Welten erlaube ohne eine Entfremdung von der Lebenswelt zu riskieren, und dass Husserls Phänomenologische Methode selbst Teil der Technisierung ist, die sie kritisiert.
In den 1950er und 1960er Jahren herrschte der Glaube an den Fortschritt vor, gefolgt in den ausgehenden 1970er Jahren von der Vorstellung der Technikgestaltbarkeit nach sozialen und humanorientierten Gesichtspunkten, um dann in den 1970er und 1980er Jahren die gegensätzlichen Interessen kapitalistischer Produktionsverhältnisse widerzuspiegeln, als die lebendige Arbeit durch die tote Arbeit der Maschinerie beliebig beherrsch- und kontrollierbar erschien. Der aktuelle Technisierungsbegriff ist neutraler und weniger gesellschaftskritisch:

## Entwicklung und Folgen
Die Technisierung hat sich im Laufe der Menschheitsgeschichte in mehreren Etappen vollzogen, beginnend mit der Verwendung von Werkzeugen bei einfachen Arbeiten. Erster Schritt der Technisierung war/ist die Mechanisierung, die mittels Kraft- und Hebelanwendung die Produktionsleistung und -geschwindigkeit erhöht. Die Technisierung durchläuft zurzeit eine neue Phase, von der Mechanisierung über die Elektrifizierung hin zur Elektronisierung. Die EDV gilt als Schlüsseltechnologie. Die Verkürzung der notwendigen Arbeitszeit durch Erhöhung der Produktivität wird Rationalisierung genannt, sie wird mittels Technisierung oder Veränderung der Arbeitsorganisation erzielt.
Der industrielle Technisierungstrend hat bisher drei Etappen durchlaufen und bewegt sich in Richtung Industrie 4.0. In der Dienstleistungsbranche sowie im Handwerk geht ebenfalls eine zunehmende Technisierung vonstatten. Im Bereich der Kommunikation stellt die Informationstechnologie, nach der Entwicklung des Buchdruckes, einen weiteren Schritt von Technisierung dar.
In den 1960er und 1970er Jahren standen die neuen Konzepte CAD, CNC und CIM nicht mehr nur für Massenfertigung und Standardprodukte, sondern diese Maschinen erlauben eine neue, flexible Serienfertigung: Maschinen werden mithilfe von Maschinen gefertigt, die von Maschinen gesteuert werden. „Mit der CNC-Fertigung wird die Technisierung der Technisierung der Technisierung eingeleitet.“
Ab den späten 1970er Jahren wurde immer deutlicher, dass tayloristische Arbeitsteilung an Effizienz verliert. Traditionell wurde industrielle Arbeit mit körperlicher Arbeit assoziiert, doch mit der Verbreitung der tayloristischen Rationalisierung und Intensivierung der Arbeit wurden auch psychische Belastungen durch Monotonie, bestimmte Arbeitsbedingungen (z. B. Lärm ab 90 Dezibel)‚ nervliche Anspannung durch Leistungslohn und Akkordarbeit ebenfalls zum Merkmal industrieller Arbeit. In der Arbeitsorganisation ist vor allem mit der Mikroelektronik im technisch weit fortgeschrittenen Bereich industrieller Produktion ein grundlegender Wandel festzustellen. Anstelle der mit der tayloristischen Rationalisierung einhergehenden Dequalifizierung und Standardisierung, zeichnet sich nun scheinbar eine Tendenz zur Requalifizierung und Erweiterung von Handlungsspielräumen ab.
Ende der 1980er Jahre brachte das „Ende des Technikdeterminismus“ einen Konsens in der sozialwissenschaftlichen Forschung: Prozesse der Technisierung wurden nun aus der Perspektive der beteiligten Akteure als Nutzer, Anwender und Hersteller und ihrer Interessen betrachtet, aber weiterhin fand sich auch die These eines untrennbaren Zusammenhangs von Technologie und Kapitalverwertung. Die Informationstechnik erlangte gegenüber der Produktionstechnik zunehmend an Bedeutung, sie fungierte als datentechnische Verknüpfung der Teilprozesse. Die Informations- und Kommunikationstechnologien verknüpften Technik und Organisation zu Organisationstechnologien (auch Organisationssoziologie).
Die Automatisierung wird als „vollkommene Technisierung der Arbeitsprozesse“ angesehen, sie hat das Ziel jede manuell ausgeführte Arbeit nicht nur durch maschinelle zu ersetzen, sondern darüber hinaus den Maschinen auch die Bedienung, Überwachung und Steuerung der Produktionsprozesse so weit zu überlassen, sodass vom Arbeitsbeginn bis zum fertigen Produkt kein menschlicher Eingriff mehr erforderlich ist.
Technisierung (und Automatisierung) werden manchmal als Teil der Digitalisierung betrachtet, die als Beschleuniger bestehender Tendenzen in der Wertschöpfung der Unternehmen gilt. So kommt es beispielsweise mit zunehmender Digitalisierung zu einer anderen Besetzung des ausführenden Personals, und die Strategie und Politik im Personalwesen muss darauf ausgerichtet werden, Risiken zu minimieren wie die Abhängigkeit von der Technik oder dass Mitarbeiter keine Perspektive mehr sehen. Die Technisierung der Unternehmen beeinflusst deutlich die Mitarbeiter und ihre Zusammenarbeit, was in der Managementliteratur jedoch wenig aufgegriffen wird, sondern lediglich auf die Frage nach Verfügbarkeit und notwendige Kompetenzen reduziert wird. Wenig diskutiert ist andererseits auch die Bedeutung der Technisierung für die Wertschöpfungsprozesse, sowie mögliche Konsequenzen, wie eine abnehmende Arbeitgeberattraktivität wegen Verkümmern der sozialen Beziehungen, Verschlechtern der Gesundheit und des Motivationspotenzials der Mitarbeiter. Die Digitalisierung der Bildung, Medizin, Gesundheitswirtschaft u. a. sind Beispiele für den weitreichenden Wandel aller Arbeits- und Lebensbereiche, die von der fortschreitender Technisierung erfasst werden. In den personenbezogenen Dienstleistungen wird der Einsatz von moderner Technologien bedeutsamer werden, u. a. durch die zunehmende Alterung der Gesellschaft etwa der Einsatz von Robot-Haushaltsassistenten.

## Technisierung der Gesellschaft
Der historisch zu beobachtende Widerstand gegen Technik, zeigt einen Grundzug menschlicher Gesellschaften: vor allem das Technische im Sozialen wirkt bedrohlich, weniger die Technik als Maschinen und Apparate. Beispiele für diese „negative Seite“ der Regelhaftigkeit und somit „der Technik“ sind folgende soziale Bereiche:
- Bürokratie wirkt durch Regelhaftigkeit, hierarchische Strukturierung, Kontrolle von Abläufen etc. wie eine „soziale Maschine“, die für bestimmte Funktionen bestimmte wiederholbare Resultate produziert, und die Menschen als „Rädchen im Getriebe“ und funktional ersetzbare Einzelteile. Die negative Konnotation erkennt man an Begriffen wie „Bürokratisierung“.
- Das Militär insgesamt lässt sich als technisches System auffassen. Das Marschieren mit dem bekannten Stechschritt stellt z. B. eine technische Fortbewegungsweise des Soldaten dar, oder die Kommunikationstechnisierung durch strikte Hierarchisierung der Kommandostrukturen. Technisch-militärische Umgangsformen fanden im wilhelminischen Preußen bis in weite Bereiche der Gesellschaft Anklang.
- In Anbetracht der technischen Globalisierung wird befürchtet, dass weltweit mehr Regelhaftigkeit und mehr Gleichförmigkeit einkehren würden, was mit einem erheblichen Verlust von Traditionen und kultureller Vielfalt verbunden ist.[3]

### Technisierung des Haushalts
Um 1880 galten elektrische Geräte wie Zigarrenanzünder, Kochapparate und elektrische Heizkissen noch als reine Luxusgegenstände, was nicht nur den hohen Preisen bei gleichzeitig geringer Kaufkraft geschuldet war. In den 1920er und 1930er Jahren, als die elektrischen Haushaltsgeräte allmählich eingeführt wurden, begriff man die Welt der Häuslichkeit (Reproduktionssphäre) als eine rein weibliche. Die Hausfrauen, aber auch einige Männer standen skeptisch der Technisierung des Haushaltes gegenüber. Man befürchtete, Frauen könnten verstärkt außer Haus arbeiten, was in der zeitgenössischen Sorge um die Stabilität der Familie für viele ein Schreckbild und negatives Szenario zeichnete. Zum anderen gab es Bedenken, eine Versachlichung, Rationalisierung und Technisierung des Haushalts bedrohe die geschützte Privatsphäre selbst.
Das Interesse der Gerätehersteller an einer Haushaltstechnisierung resultierte aus Absatzproblemen und der Hoffnung auf einen neuen aussichtsreichen Markt. Die Zwischenkriegszeit war eine wichtige Phase zur Umorientierung von der Produktionsgüterherstellung, wo nicht mehr genug Absatz zu erzielen war, hin zur Konsumgüterherstellung. Branchenfremde Unternehmen, besonders aus der Automobilindustrie, kompensierten Konjunkturkrisen mit der Produktion elektrischer Haushaltsgeräte, und Hersteller traditioneller Geräte elektrifizierten ihre Produkte. Hauptzielgruppe der Unternehmen waren Frauen der Mittelschicht.
Auch der Reichsverband Deutscher Hausfrauenverbände (RDH) setzte sich für eine Haushaltstechnisierung ein, um die als Belastung empfundene alltägliche Hausarbeit vieler Mittelschichthausfrauen zu erleichtern, verfolgte damit aber ein gesellschaftlichkulturelles Ziel, nämlich den Status und die Rolle der Hausfrau sowie die Professionalisierung des Hausfrauenberufes für Staat und Gesellschaft aufzuwerten.

### Technisierung der Kriegsführung
Eine Technisierung des Krieges und Verwissenschaftlichung der Militärtechnik setzte nach Ende des Deutsch-Französischen Krieges ein, wo schon einige Waffenneuerungen zum Einsatz gekommen waren. In dieser Zeit formte sich das deutsche Rüstungssystem heraus, an dem sich mehrere Akteure beteiligten. Die Politik sah in der Rüstungsstrategie ein Fundament ihres Machtanspruchs, für den die (Technik-)Wissenschaften nicht nur Wissen und Verfahren, sondern auch Visionen lieferten. Die politischen Vorgaben wurden dann von der Wirtschaft nicht nur umgesetzt, sondern sie ließ sich die Innovationen auch patentieren und machte sie durch Serienanfertigung kommerziell nutzbar. Das Militär ermöglichte durch die Nutzung der Rüstungsprodukte das politische Machtstreben.
Der Erste Weltkrieg wird als der erste technisierte Krieg angesehen, es kamen Maschinengewehre, U-Boote, Zeppelin, Panzer, Aufklärungs- und Kampfflugzeuge zum Einsatz. Der Krieg war taktisch und praktisch von nationalen Rüstungsanstrengungen geprägt, er wurde zu einem Krieg der Volkswirtschaften und an den Fronten und in den Ländern zum Zermürbungskrieg. Die deutschen Rüstungsakteure waren von einer Ingenieursmäßigkeit der Kriegsführung überzeugt. Sie planten und berechneten im Voraus, was gebraucht werden würde, so dass für jede Kriegssituation die passende Technik zur Verfügung stehen sollte. Auftretende Mängel beschleunigten die Entwicklung der Waffen und das militärtechnische Innovationssystem noch mehr.
Als Folge der zunehmenden Industrialisierung des Krieges und Technisierung des Militärs dezentralisiert sich die Kriegsführung seit dem 20. Jahrhundert räumlich. Von den sich direkt gegenüberstehenden Feldheeren bis zum 19. Jahrhundert, hat sich die Kriegsführung auf kontinentale und gar globale Dimensionen ausgeweitet. Außerdem wird eine rückgehende Zahl der Soldaten wahrgenommen, die mit der Waffe umgehen und im Krieg kämpfen können. In der heutigen Bundeswehr üben mehr als drei Viertel aller Soldaten militärisch-technische Tätigkeiten aus, entweder in der Instandsetzung oder bedienen Geräte, die keine Waffen sind.

### Technisierung der Kommunikation
Als erste technisierte Kommunikationsformen werden die Entwicklung von Schriftsystemen und die frühen Formen der Telekommunikation betrachtet. Seit der Erfindung des Buchdruckes ist gesellschaftliche Kommunikation nicht mehr anders denkbar, als eine Zweckbeziehung aus elementaren und technisierten Kommunikationsformen. Kommunikation gilt allgemein als ein Prozess, bei dem eine Mitteilung von einer sendenden Instanz an eine empfangende gerichtet wird, wobei die Mitteilung durch Symbole in einem Medium ausgedrückt und durch einen Kanal übermittelt wird. Unter technisierter Kommunikation werden meist alle Kommunikationsprozesse verstanden, bei denen ein Element (Sender, Empfänger, Medium, Kanal) ein technisches ist.
Für die technisierte Kommunikation werden als typisch angesehen:
- „sekundäre Symbolsysteme“ (Schriftsysteme, Morsealphabet, ASCII-Code),
- technische Apparate (Druckmaschinen, Telefone, Fernsehgeräte, Computer),
- Netze (Telefonnetze, Datennetze, Wellennetze) und
- konservierende Speicher (Bücher, Tonbänder, Disketten).[23]

Nicht zu verwechseln ist die technisierte Kommunikation mit der technischen Kommunikation, für letztere ist nicht die Verwendung eines technischen Geräts konstitutiv, sondern die Kommunikation über ein technisches Thema.
Eine Variante der technisierten Kommunikation ist die, die nicht durch technische Elemente im Kommunikationsprozess selbst bedingt ist, sondern durch bestimmte Formen des Denkens über die Welt, das sich in der Wahl technischer Vergleiche und Metaphern äußert. In dieser Metaphorik kann eine Technisierung mindestens des Mediums Sprache, wenn nicht gar des Denkens, gesehen werden. Als umgekehrte Metaphorik kann die Verwendung von Wörtern für menschliche Fähigkeiten zur Beschreibung maschineller Vorgänge betrachtet werden.